# Acné du nourrisson
 (juillet 2014).
Si vous disposez d'ouvrages ou d'articles de référence ou si vous connaissez des sites web de qualité traitant du thème abordé ici, merci de compléter l'article en donnant les références utiles à sa vérifiabilité et en les liant à la section « Notes et références ».
L'acné du nourrisson est le résultat d'une activité trop importante des glandes sébacées chez le nouveau-né.

## Symptômes
L'acné du nourrisson survient en général entre la naissance et l'âge de quatre mois et concernerait 20 % des enfants. De petits boutons légèrement rouges ou roses apparaissent en relief et sur la peau du visage (ils peuvent s'étendre jusqu'au cou, derrière les oreilles et sur le cuir chevelu, mais également le nez et le haut du dos). L'acné du nourrisson ne provoque ni ne laisse de traces mais l'irritation provoquée peut grandement influencer l'humeur de l'enfant.

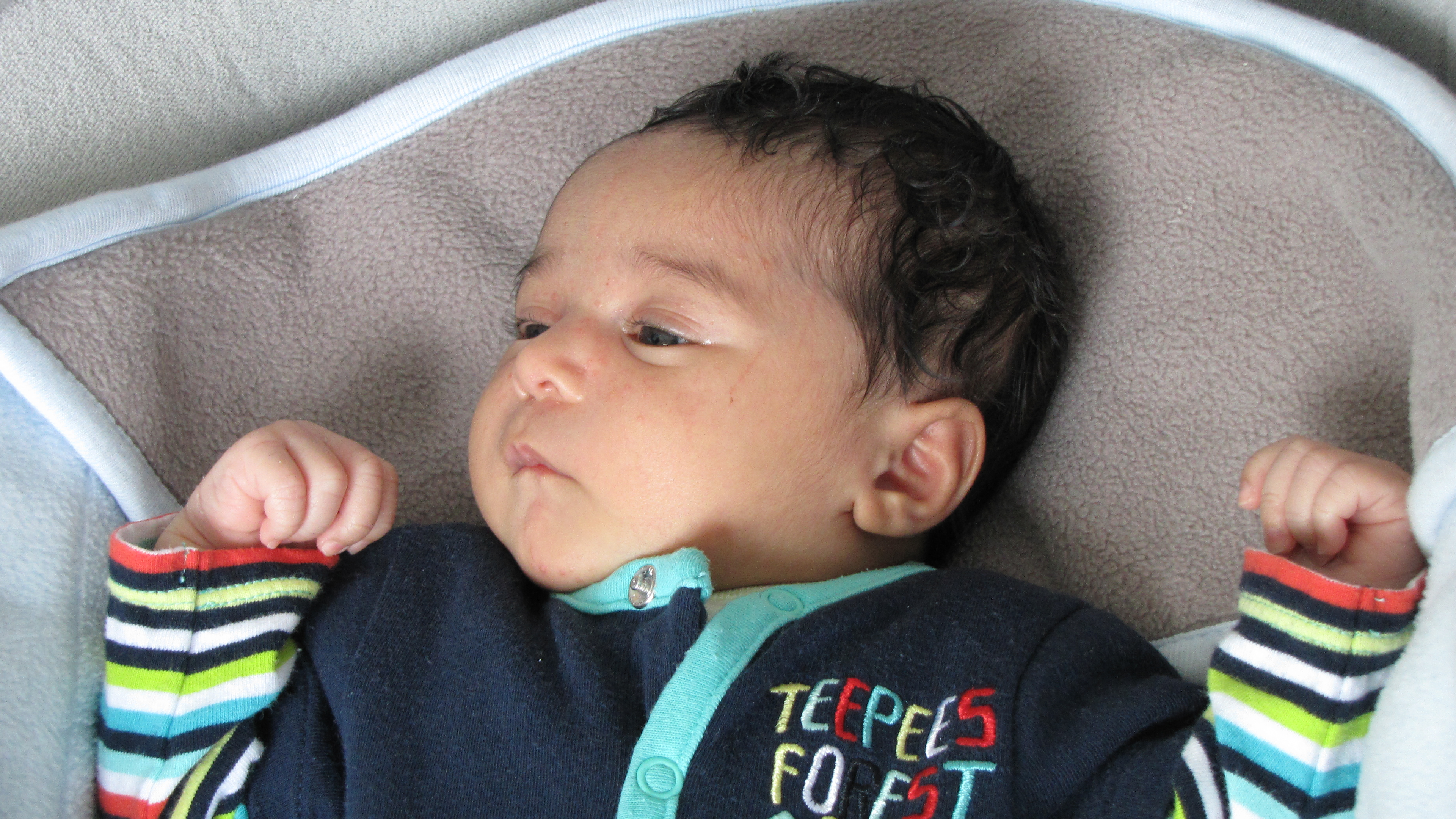
L'acné du nourrisson est provoquée par les hormones de la grossesse que la mère a transmises à son bébé. Sous leur influence, les glandes sébacées qui sécrètent le sébum se sont emballées et sa peau est grasse.

## Évolution
L'acné du nourrisson guérit spontanément en quelques semaines. Dans le cas contraire ou si les comédons grossissent ou s'étalent sur le reste du corps, il est nécessaire de consulter l'avis d'un dermatologue ou d'un pédiatre. L'acné du nourrisson est parfois confondue avec l'eczéma ou d'autres maladies cutanées.

## Traitement
Aucun traitement n'est nécessaire, les boutons disparaissent généralement spontanément en quelques semaines. En cas d'acné très sévère il peut être utile d'appliquer une crème qui réduit les sécrétions des glandes sébacées. La peau des nourrissons étant très fragile, il est totalement déconseillé d'utiliser des produits ou lotions destinés aux adultes, la plupart de ces derniers contenant des agents irritants.
Il ne faut pas percer les boutons car il y a un risque de surinfection cutanée.